# Флорис (Вирџинија)
Флорис (енгл. Floris) насељено је место без административног статуса у америчкој савезној држави Вирџинија.

## Демографија
По попису из 2010. године број становника је 8.375.
| Група             | 2000.    | 2010.         |
| Белци             | 0 (0,0%) | 4.667 (55,7%) |
| Афроамериканци    | 0 (0,0%) | 294 (3,5%)    |
| Азијати           | 0 (0,0%) | 2.785 (33,3%) |
| Хиспаноамериканци | 0 (0,0%) | 311 (3,7%)    |
| Укупно            | 0        | 8.375         |